# کمپینس
کمپینس (به اسپانیایی: Campíns) یک منطقهٔ مسکونی در اسپانیا است که در والس اورینتال واقع شده‌است. کمپینس ۷٫۳ کیلومتر مربع مساحت دارد.